# Unbroken (Demi Lovato-album)
Az Unbroken Demi Lovato amerikai énekesnő harmadik stúdióalbuma. 2010 júliusában kezdett el dolgozni az albumon, azonban csak 2011 áprilisában értek véget a munkálatok, miután Lovato rehabilitációs kezelései véget értek. Az énekesnő szerint az album „érettebb” és „egy kicsit R&B-sebb és pop-osabb”, mint előző albumai. Rihannát és Keri Hilsont nevezte meg inspirációként. A lemezen található dalok egy részét 2010-es szenvedései ihlették, míg más számok hangvétele sokkal pozitívabb, az önbizalomról, szórakozásról és szerelemről szólnak.
Az album vegyes és pozitív kritikákat kapott, egyesek Lovato hangját és a balladákat dicsértek, mások „éretlennek” találták a lemezt. Ennek ellenére jól teljesített az eladási listákon, az amerikai Billboard 200 4. helyén debütált közel százezer eladott lemezzel. Más országok listáin sem maradt el: top 20-as lett Ausztráliában, Kanadában, Mexikóban, Új-Zélandon és Argentínában, de helyet kapott Belgium, Spanyolország, Svájc, Olaszország, Ausztria, Németország, Hollandia és Japán albumlistáin is.
A lemezről két top 20-as kislemez jelent meg: a Skyscraper 2011. július 12-én jelent meg. Az Egyesült Államokban rendkívül sikeres volt, 10. lett a Billboard Hot 100-on, mellyel második legsikeresebb dala lett a This Is Me után. Top 20-as lett Kanadában, Új-Zélandon és Skóciában. A kritikusok is pozitívan fogadták.
Második kislemezként a Give Your Heart a Break jelent meg 2012. január 23-án. A Billboard Hot 100-on 16., a Billboard  Pop Songs listán pedig első helyezett lett.

## Háttér

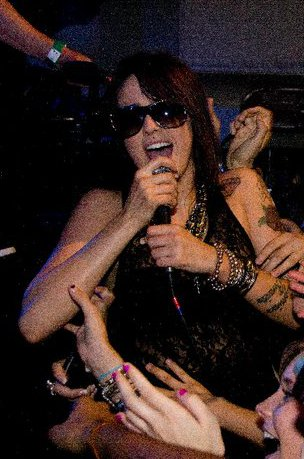
Dev amerikai énekesnő a Who’s That Boy című dalon működött közre.

Második albuma, a Here We Go Again kiadása után Demi színészi karrierjére tervezett koncentrálni, így a Sonny, a sztárjelölt és a Rocktábor 2 munkálataira. A lemez első dalát 2010 júliusában vette fel az énekesnő Dapo Torimiro producerrel.
Ugyanebben a hónapban egy interjú során Demi kifejtette, hogy „új hangzást kreálok, vidám lesz, egy kicsit közelebb áll majd az R&B-hez és pophoz.” Inspirációként Rihannát és Keri Hilson-t nevezte meg. Ugyanakkor arról is beszélt, hogy nem siet a korong befejezésével: „Az eddigi albumokra nem fordítottam elég időt, mivel megpróbáltam megtalálni a szabadidőt a televíziós műsorok, filmek, turnézás mellé. Az albumon az elmúlt évben dolgoztam, […] így bárki állíthatja, hogy eleget dolgoztam rajta.”
2010 augusztusától Demi a Camp Rock World Tour állomásait járta, novemberben viszont kénytelen volt kilépni a koncertkörútból személyes problémák miatt, ugyanis három hónapig klinikára járt. A lemez munkálatai is szüneteltek ez idő alatt. 2011 áprilisában a kezeléseket befejezve az énekesnő visszatért, hogy tovább dolgozhasson az anyagon. Ekkor került napvilágra a hír, miszerint Sandy Vee és August Rigo is dolgozik a lemezen. Kiderült az is, hogy Lovato kilép a Sonny, a sztárjelölt című sorozatból, mivel zenei karrierjére szeretett volna koncentrálni.
2011 júliusában Demi ismét beszélt a korongról, „érettebbnek” érezte előző munkáihoz képest, valamint Skyscraper című dalát kivéve vidámabbnak. 2011 augusztusában Demi Facebook és Twitter fiókján jelentette be a lemez címét. A cím az egyik dalból ered: „Úgy gondoltam, ez engem jellemez; Töretlen vagyok és erős.” - mondta.
2011 augusztusában kifejtette, hogy All Night Long (közreműködik Missy Elliott és Timbaland) című dala teljesen az ellentéte a Skyscraper-nek.

## Kereskedelmi fogadtatás
Az album a Billboard 200-on negyedik helyen debütált 96 ezer eladott lemezzel, a digitális eladási listákon első helyezett lett. A Mexican Albums Chart-on 90. pozícióval debütált, majd 9. helyre ugrott és összesen nyolc hetet töltött az eladási listán. Az ausztrál albumlistán 20. helyezéssel mutatkozott be. Új-Zélandon harmadik lett, és öt hétig volt jelen a top 40-ben. Az Unbroken Demi első albuma, mely a belga albumlistán (Vallónia) is megjelent, igaz, csak 99. helyezéssel. A svájci albumlistán 29. hellyel kezdett, mely előző lemeze után fejlődésnek tekinthető. Az osztrák albumlistán 24. pozícióval debütált, 2. héten már a 42. helyezést foglalta el. Argentínában a top 10-ben debütált a lemez. A japán albumlistán 444 eladott albummal eddigi leggyengébben teljesítő korongja lett. Az USA-ban 402 000 kelt el belőle egy hét alatt.

## Az album dalai
|     | Cím                                                      | Szerző(k) | Producer(ek)                                        | Hossz |
| --- | -------------------------------------------------------- | --- | --------------------------------------------------- | ----- |
| 1.  | All Night Long (közreműködik Missy Elliott és Timbaland) | Timothy Mosley, Jim Beanz, Jerome Harmon, Missy Elliot, Lyrica Anderson, Nire, Garland Mosley, Demi Lovato, Joseph Angel | Timbaland, Jerome Harmon                            | 3:14  |
| 2.  | Who’s That Boy (közreműködik Dev)                        | Ryan Tedder, Noel Zancanella, Devin Tailes                                                                               | Ryan Tedder, Noel Zancanella                        | 3:12  |
| 3.  | You’re My Only Shorty (közreműködik Iyaz)                | Antonina Armato, Tim James                                                                                               | Rock Mafia, Devrim Karaoglu, Thomas Armato Sturges^ | 3:06  |
| 4.  | Together (közreműködik Jason Derülo)                     | T. Mosley, Beanz, Anderson, Tiyon Mack, Lovato, G. Mosley                                                                | Jim Beanz, Timbaland                                | 4:33  |
| 5.  | Lightweight                                              | T. Mosley, Beanz, G. Mosley, Shanna Crooks, Frankie Storm                                                                | Jim Beanz, Timbaland                                | 4:01  |
| 6.  | Unbroken                                                 | Daniel James, Leah Haywood, Lovato                                                                                       | Dreamlab                                            | 3:18  |
| 7.  | Fix a Heart                                              | Emanuel Kiriakou, Priscilla Renea                                                                                        | Emanuel Kiriakou                                    | 3:13  |
| 8.  | Hold Up                                                  | James, Haywood, Lovato, Ross Golan                                                                                       | Dreamlab                                            | 2:51  |
| 9.  | Mistake                                                  | James, Haywood, Shelly Peiken                                                                                            | Dreamlab                                            | 3:33  |
| 10. | Give Your Heart a Break                                  | Josh Alexander, Billy Steinberg                                                                                          | Josh Alexander, Billy Steinberg                     | 3:25  |
| 11. | Skyscraper                                               | Toby Gad, Lindy Robbins, Kerli Kõiv                                                                                      | Toby Gad                                            | 3:42  |
| 12. | In Real Life                                             | Bleu, Lindsey Ray | Bleu                                                | 2:57  |
| 13. | My Love Is Like a Star                                   | Gad, James Morrison | Toby Gad                                            | 3:50  |
| 14. | For the Love of a Daughter                               | William Beckett, Lovato                                                                                                  | Toby Gad                                            | 4:00  |
| 15. | Skyscraper (Wizz Dumb Remix)                             | Gad, Robbins, Kõiv | Toby Gad                                            | 3:42  |

| Nemzetközi bónusz dal | Nemzetközi bónusz dal                      | Nemzetközi bónusz dal | Nemzetközi bónusz dal | Nemzetközi bónusz dal | Nemzetközi bónusz dal | Nemzetközi bónusz dal | Nemzetközi bónusz dal | Nemzetközi bónusz dal | Nemzetközi bónusz dal |
|                       | Cím                                        | Szerző(k)             | Producer(ek)          | Hossz                 |                       |                       |                       |                       |                       |
| --------------------- | ------------------------------------------ | --------------------- | --------------------- | --------------------- | --------------------- | --------------------- | --------------------- | --------------------- | --------------------- |
| 16.                   | Rascacielo (Skyscraper - spanyol változat) | Gad, Robbins, Kõiv    | Edgar Cortázar        | 3:43                  |                       |                       |                       |                       |                       |
| 56:17                 |                                            |                       |                       |                       |                       |                       |                       |                       |                       |

| 16. | Rascacielo (Skyscraper - spanyol változat) |                                         |          | 3:43 |
| 17. | Aftershock                                 | Amy Pearson, Leah Haywood, Daniel James | Dreamlab | 3:11 |
| 18. | Yes I Am                                   | Dapo Torimiro, Priscilla Renea          | Dapo     | 3:01 |

| 1. | Skyscraper (videóklip)                      |  |
| 2. | Skyscraper (videóklip - a színfalak mögött) |  |
| 3. | Dalról dalra interjú (videó)                |  |

| 16. | Unbroken (élő - Hershey Concert)    |  |
| 17. | Fix a Heart (élő - Hershey Concert) |  |
| 18. | Dalról dalra interjú (videó)        |  |

## Fordítás
Ez a szócikk részben vagy egészben  az   Unbroken (Demi Lovato album) című angol Wikipédia-szócikk fordításán alapul.  Az eredeti cikk szerkesztőit annak laptörténete sorolja fel. Ez a jelzés csupán a megfogalmazás eredetét és a szerzői jogokat jelzi, nem szolgál a cikkben szereplő információk forrásmegjelöléseként.